# Gianni Belfiore
Giovanni Belfiore, meglio noto come Gianni Belfiore (Genova, 1º febbraio 1941), è un paroliere e produttore discografico italiano.
È noto soprattutto come autore delle versioni in italiano dei brani interpretati da Julio Iglesias, per il quale ha scritto i testi di un'ottantina di canzoni, tra cui quelli di singoli di successo quali Se mi lasci non vale, Pensami, Sono un pirata, sono un signore, ecc. Ha scritto inoltre i testi dei brani di artisti quali Rosa Balistreri, Fred Bongusto, Raffaella Carrà, Barry Manilow, Matia Bazar, Bobby Solo, Iva Zanicchi e altri.

## Biografia
Giovanni Belfiore nasce a Genova il 1º febbraio 1941 da genitori siciliani di Riposto.
Dopo il diploma all'Istituto Nautico della sua città natale, lavora nelle navi di crociera tra l'Europa e i Caraibi con il grado di capitano. Solo in un secondo tempo, sempre sulle navi da crociera, inizia a occuparsi di musica, collaborando con Fred Coots, l'autore della canzone natalizia Santa Claus Is Coming to Town e conosciuto da lui sulla nave "Victoria", e Will Hots, dopodiché diventa commissario di bordo responsabile degli spettacoli e intrattenitori.
In seguito, nel 1974 collabora con la cantante folk siciliana Rosa Balistreri, per la quale scrive i testi dei brani dell'album Amuri senza amuri.
Nel febbraio del 1975, sulla nave da crociera "Rossini", Belfiore ha l'opportunità di conoscere il cantante spagnolo Julio Iglesias, in viaggio verso una tournée in Sudamerica, dove è già molto popolare. Lo stesso anno, compone assieme al cantautore romano Luciano Rossi il brano Se mi lasci non vale, dapprima interpretato dallo stesso Rossi e poi reinterpretato e portato al successo proprio da Julio Iglesias.
Sempre per Iglesias, tra il 1977 e il 1978, scrive i testi per l'album in italiano del cantante spagnolo Sono un pirata, sono un signore, che contiene successi quali l'omonimo brano (versione in italiano di Soy un truhán, soy un señor) e Pensami (cover di Júrame, brano scritto da María Grever). Per lo stesso Iglesias, è tra i produttori dell'album raccolta Da Manuela a Pensami (nel quale compare anche come autore) e scrive gli adattamenti in italiano di brani contenuti negli album Innamorarsi alla mia età (1979), Amanti (1980) e Momenti (1982).
Tra la fine degli anni settanta e l'inizio degli anni ottanta, è tra gli autori dei testi di brani appartenenti a tre album di Raffaella Carrà, Applauso (1979), Mi spendo tutto (1981) e Fatalità (1983). Sempre per la Carrà, nel 1983 compone, assieme a Franco Bracardi, Gianni Boncompagni e Giancarlo Magalli, il brano Fatalità, sigla del programma Pronto, Raffaella?, condotto proprio dalla showgirl.
Il 14 luglio 2001, Belfiore viene definito da Julio Iglesias "l'autore italiano più importante degli ultimi cinquant'anni".
Nel 2014 l'autore scrive il testo di una canzone dal titolo Immaginare, ispirata alla figura dell'allora ministro Maria Elena Boschi, che fa il giro del web, e nel 2019 compone una poesia dedicata al Papa emerito Benedetto XVI, intitolata Una nuova specie di dolore. Nel settembre 2018 Gianni Belfiore riceve il Leone d'oro alla carriera, e nel 2019 il "Premio alla carriera Città di Sanremo".

## Discografia

### Album
- 1991 - L'undici di cuori
- 2017 - Onda verde mare

### Singoli
- 1985 - Anni sessanta/Capirsi (con Barbara Bouchet)

## Canzoni scritte da Gianni Belfiore (lista parziale)
| Anno | Titolo                                                                 | Autori del testo                                       | Autori della musica                              | Interpreti                    |
| ---- | ---------------------------------------------------------------------- | ------------------------------------------------------ | ------------------------------------------------ | ----------------------------- |
| 1974 | Amuri senza amuri                                                      | Gianni Belfiore                                        |                                                  | Rosa Balistreri               |
| 1974 | Ciurddi di lu chianu                                                   | Gianni Belfiore                                        |                                                  | Rosa Balistreri               |
| 1974 | U pumu                                                                 | Gianni Belfiore                                        |                                                  | Rosa Balistreri               |
| 1974 | Rosa Rosa                                                              | Gianni Belfiore                                        |                                                  | Rosa Balistreri               |
| 1974 | Quattru tari                                                           | Gianni Belfiore                                        |                                                  | Rosa Balistreri               |
| 1974 | Lu muttu anticu                                                        | Gianni Belfiore                                        |                                                  | Rosa Balistreri               |
| 1974 | A riti                                                                 | Gianni Belfiore                                        |                                                  | Rosa Balistreri               |
| 1975 | Per un'ora d'amore                                                     |                                                        |                                                  | Matia Bazar                   |
| 1975 | A Eleonora perché è un fiore                                           | Gianni Belfiore                                        | Roberto Livi                                     | Julio Iglesias                |
| 1975 | Quel punto in più                                                      | Gianni Belfiore                                        | Cecilia, Julio Iglesias                          | Julio Iglesias                |
| 1976 | Voglio una donna                                                       | Gianni Belfiore                                        |                                                  | Claudio Villa                 |
| 1976 | Cavallo bianco                                                         | Gianni Belfiore                                        |                                                  | Matia Bazar                   |
| 1976 | Abbracciami (cover di Abrázame)                                        | Gianni Belfiore                                        | Rafael Ferro                                     | Julio Iglesias                |
| 1976 | Un amore a matita                                                      | Gianni Belfiore                                        | Julio Iglesias, Rafael Ferro                     | Julio Iglesias                |
| 1976 | Anima ribelle                                                          | Gianni Belfiore                                        | Julio Iglesias, Rafael Ferro                     | Julio Iglesias                |
| 1976 | Oba oba obabà (cover di Ese día llegará)                               | Gianni Belfiore                                        |                                                  | Julio Iglesias                |
| 1976 | Passar di mano                                                         | Gianni Belfiore                                        | Danny Daniel, Sonny Marti                        | Julio Iglesias                |
| 1976 | La ragazza di Ypacarai (cover di Recuerdos de Ypacarai)                | Gianni Belfiore                                        | Zulema De Mirkin, Demetrio Ortiz                 | Julio Iglesias                |
| 1976 | Se mi lasci non vale                                                   | Gianni Belfiore                                        | Luciano Rossi                                    | Luciano Rossi, Julio Iglesias |
| 1977 | Arrivederci, padre                                                     | Gianni Belfiore                                        | Gino Mescoli                                     | Iva Zanicchi                  |
| 1977 | 33 anni (cover di 33 años)                                             | Gianni Belfiore                                        | Julio Iglesias                                   | Julio Iglesias                |
| 1978 | Amico (cover di Gavilán y paloma)                                      | Gianni Belfiore                                        | Rafael Pérez Botija                              | Julio Iglesias                |
| 1978 | Dove sarai                                                             | Gianni Belfiore                                        | De la Calva, Arcusa                              | Julio Iglesias                |
| 1978 | Restiamo ancora insieme (cover di Para que no me olvides)              | Gianni Belfiore                                        | Ray Girado                                       | Julio Iglesias                |
| 1978 | Seguirò il mio cammino (cover di Seguiré mi camino)                    | Gianni Belfiore                                        | Julio Iglesias, Dino Ramos                       | Julio Iglesias                |
| 1978 | Sono sempre io (cover di Cada día más )                                | Gianni Belfiore                                        | De La Calva, Julio Iglesias                      | Julio Iglesias                |
| 1978 | Sono un pirata, sono un signore (cover di Soy un truhán, soy un señor) | Gianni Belfiore                                        |                                                  | Julio Iglesias                |
| 1978 | Stai (cover di Limelight)                                              | Gianni Belfiore                                        | Charlie Chaplin                                  | Julio Iglesias                |
| 1979 | In due                                                                 | Gianni Belfiore                                        | Michele Vicino                                   | Michele Vicino                |
| 1979 | A meno che                                                             | Gianni Belfiore                                        | De la Calva, Arcusa, Iglesias                    | Julio Iglesias                |
| 1979 | Amo te                                                                 | Gianni Belfiore                                        | De la Calva, Trim, Arcusa                        | Julio Iglesias                |
| 1979 | Chi mi aspettava non è più là                                          | Gianni Belfiore                                        | Ramos                                            | Julio Iglesias                |
| 1979 | Un giorno tu, un giorno io                                             | Gianni Belfiore                                        | De la Calva, Trim, Arcusa                        | Julio Iglesias                |
| 1979 | Innamorarsi alla mia età                                               | Gianni Belfiore                                        | Manuel Alejandro, Ana Magdalena                  | Julio Iglesias                |
| 1979 | Non si vive così (cover di J'ai oublié de vivre )                      | Gianni Belfiore                                        | Pierre Billon, Bud Reneau                        | Julio Iglesias                |
| 1979 | La nostra buona educazione                                             | Gianni Belfiore                                        | Al Genovese                                      | Julio Iglesias                |
| 1979 | Quando si ama davvero                                                  | Gianni Belfiore                                        | Roing                                            | Julio Iglesias                |
| 1979 | Quasi un santo                                                         | Gianni Belfiore                                        | Manuel de la Calva, Arcusa, Julio Iglesias       | Julio Iglesias                |
| 1979 | Se tornassi                                                            | Gianni Belfiore                                        | Albert Hammond                                   | Julio Iglesias                |
| 1979 | Drin drin                                                              | Gianni Belfiore, Gianni Boncompagni                    | Franco Bracardi                                  | Raffaella Carrà               |
| 1979 | Ma che vacanza è                                                       | Gianni Belfiore, Gianni Boncompagni                    | Franco Bracardi                                  | Raffaella Carrà               |
| 1979 | Soli soli                                                              | Gianni Belfiore, Gianni Boncompagni                    | Franco Bracardi                                  | Raffaella Carrà               |
| 1979 | Torna da me                                                            | Gianni Belfiore, Gianni Boncompagni                    | Franco Bracardi                                  | Raffaella Carrà               |
| 1980 | Io non vivo senza te                                                   | Gianni Belfiore                                        | Gianni Boncompagni, Paolo Ormi                   | Raffaella Carrà               |
| ?    | Good Bye a modo mio                                                    | Gianni Belfiore                                        | M. Balducci                                      | Julio Iglesias                |
| ?    | Oba oba obaba                                                          | Gianni Belfiore                                        | M. Alejandro                                     | Julio Iglesias                |
| 1980 | Amanti/Amantes                                                         | Gianni Belfiore, Mario Balducci                        | Ramón Arcusa, Julio Iglesias                     | Julio Iglesias                |
| 1980 | Andiamo a cena fuori                                                   | Gianni Belfiore                                        | Ramos, Julio Iglesias                            | Julio Iglesias                |
| 1980 | Chi è stato (cover de La nave del olvido )                             | Gianni Belfiore                                        | Dino Ramos                                       | Julio Iglesias                |
| 1980 | Cioui Cioui                                                            | Gianni Belfiore                                        | Pitagua                                          | Julio Iglesias                |
| 1980 | Dividila con me                                                        | Gianni Belfiore                                        | Roberto Livi                                     | Julio Iglesias                |
| 1980 | Hey (cover di Hey! )                                                   | Gianni Belfiore, Mario Balducci                        | Ramón Arcusa, Julio Iglesias                     | Julio Iglesias                |
| 1980 | Insieme                                                                | Gianni Belfiore                                        | Ramón Arcusa, De la Calva, Julio Iglesias        | Julio Iglesias                |
| 1980 | Ritornare a casa (cover di Caminito)                                   | Gianni Belfiore                                        | Juan de Dios Filiberto                           | Julio Iglesias                |
| 1980 | Un sentimentale (cover di Un sentimental)                              | Gianni Belfiore                                        | Julio Iglesias, Rafael Ferro, Ramón Arcusa       | Julio Iglesias                |
| 1980 | Volo                                                                   | Gianni Belfiore                                        |                                                  | Julio Iglesias                |
| 1980 | Ma con l'amore no                                                      | Gianni Belfiore                                        |                                                  | Umberto Napolitano            |
| 1981 | Amicoamante                                                            | Gianni Belfiore                                        | Franco Brancardi                                 | Raffaella Carrà               |
| 1981 | Domani                                                                 | Gianni Belfiore                                        | Franco Bracardi                                  | Raffaella Carrà               |
| 1981 | Latino                                                                 | Gianni Belfiore                                        | Gianni Boncompagni, Paolo Ormi                   | Raffaella Carrà               |
| 1981 | Mi spendo tutto                                                        | Gianni Belfiore                                        | Gianni Boncompagni, Paolo Ormi                   | Raffaella Carrà               |
| 1981 | Ratataplan                                                             | Gianni Belfiore, Gianni Boncompagni                    | Mariano Detto                                    | Raffaella Carrà               |
| 1981 | Sì, madame                                                             |                                                        |                                                  | Julio Iglesias                |
| 1982 | Amor, amor, amor                                                       | Gianni Belfiore                                        | Gabriel Ruíz                                     | Julio Iglesias                |
| 1982 | Arrangiati amore                                                       | Gianni Belfiore                                        | Ángel Cabral, Enrique Dizeo                      | Julio Iglesias                |
| 1982 | Avanti tutta (cover di No soy de aquí)                                 | Gianni Belfiore                                        | Facundo Cabral                                   | Julio Iglesias                |
| 1982 | Bella bella                                                            | Gianni Belfiore                                        | Daniel Ramos                                     | Julio Iglesias                |
| 1982 | La donna che voglio                                                    | Gianni Belfiore                                        | Fernán Martínez, Rafael Ferro                    | Julio Iglesias                |
| 1982 | Se l'amore se ne va                                                    | Gianni Belfiore                                        | Fernán Martínez, Ramón Arcusa, Julio Iglesias    | Julio Iglesias                |
| 1982 | Sono un vagabondo                                                      | Gianni Belfiore                                        | Julio Iglesias, Ramón Arcusa, Manuel de la Calva | Julio Iglesias                |
| 1982 | Venezia a settembre (cover di Begin the Beguine)                       | Gianni Belfiore                                        | Cole Porter                                      | Julio Iglesias                |
| 1983 | Avrò bisogno di te                                                     | Gianni Belfiore, Danilo Vaona                          | [Danilo Vaona                                    | Raffaella Carrà               |
| 1983 | Un dolce segreto                                                       | Gianni Belfiore                                        | Danilo Vaona                                     | Raffaella Carrà               |
| 1983 | Fatalità                                                               | Gianni Belfiore, Gianni Boncompagni, Giancarlo Magalli | Franco Bracardi                                  | Raffaella Carrà               |
| 1983 | Io la colpa non ce l'ho                                                | Gianni Belfiore, Honorio Herrero                       | Danilo Vaona                                     | Raffaella Carrà               |
| 1983 | Madre mia                                                              | Gianni Belfiore, Honorio Herrero                       | Danilo Vaona                                     | Raffaella Carrà               |
| 1983 | Più forte del tempo                                                    | Gianni Belfiore                                        | Danilo Vaona                                     | Raffaella Carrà               |
| 1984 | Ho la testa nel pallone                                                | Gianni Belfiore                                        |                                                  | Vanna Brosio                  |
| 1986 | Amare chi se manchi tu                                                 | Gianni Belfiore                                        |                                                  | Barry Manilow                 |
| 1992 | Anche senza di te                                                      | Gianni Belfiore                                        | José María Cano                                  | Julio Iglesias                |
| 1992 | Due pazzi d'amore (cover di Somos)                                     | Gianni Belfiore                                        | Mario Clavell                                    | Julio Iglesias                |
| 1992 | Lia (cover di Lía)                                                     | Gianni Belfiore                                        | José María Cano                                  | Julio Iglesias                |
| 1992 | Se ora avessi un po' di te                                             |                                                        |                                                  | Julio Iglesias                |
| 1992 | Signora Felicità                                                       |                                                        |                                                  | Julio Iglesias                |
| 1995 | Ma chi ti credi                                                        | Gianni Belfiore                                        |                                                  | Fred Bongusto                 |
| 1995 | Presi                                                                  | Gianni Belfiore                                        |                                                  | Fred Bongusto                 |
| 1995 | Qualcosa resta                                                         | Belfiore - Di Caprio                                   |                                                  | Peppino Di Capri              |
| 1997 | Il mio inizio sei tu                                                   | Gianni Belfiore                                        |                                                  | Tosca, Fiorello               |
| 2005 | Si vive una volta sola                                                 | Gianni Belfiore                                        |                                                  | Loredana Lecciso              |
| 2016 | Quando i bambini dicono di no                                          | Gianni Belfiore                                        | Marco Colavecchio                                | Giada De Blank                |

## Premi e riconoscimenti
- 2018: Leone d'oro alla carriera[4][5][16][17]
- 2019: Premio alla carriera Città di Sanremo
- 2024 Premio alla carriera Regione Lazio